# 皮埃尔·恩库伦齐扎
皮埃尔·恩库伦齐扎（法語：Pierre Nkurunziza，1964年12月18日—2020年6月8日），布隆迪政治人物、军人，自2005年起担任布隆迪总统直至逝世。
2016年11月2日，非政府组织「无国界记者」把恩库伦齐扎列入“新闻自由掠夺者”名单。

## 2015年布隆迪動亂
2015年4月25日，恩庫倫齊扎決定參加原定於2015年6月舉行的總統選舉，被反對派批評是違反憲法中限制連任的條款。5月5日，憲法法院裁定恩庫倫齊扎有資格參加2015年總統選舉，然而爭議未平息。2015年5月13日，前情報局長戈德弗瓦·尼永巴雷發動政變，宣佈解除恩庫倫齊扎的總統職務。兩天後政變以失敗告終。
恩庫倫齊薩在2015年7月21日舉行的總統選舉中取得近7成選票，成功連任。反對黨杯葛了這次選舉。
2015年8月2日，布隆迪情報機構前負責人阿道夫·尼什米尼馬納遇襲喪生。
自從2015年4月以來，至2016年1月布隆迪由於選舉議題而爆發的衝突已經導致至少439人死亡，另導致22萬多人逃離家園。
2018年2月3日，恩库伦齐扎参加该国北部Kiremba的一场足球比赛，由于对方球队里的刚果难民不认识他，多次令其摔倒。赛后恩库伦齐扎声称受到了“粗暴对待”，当地两名布隆迪官员因此入狱。

## 死亡
恩庫倫齊扎於2020年6月8日突然死亡，布隆迪政府宣布其死於心臟病。然而，《衛報》報導稱他疑似因感染2019冠狀病毒病而死亡。就在其死亡的一週前，肯亞的《旗幟報》報導稱其妻子丟下他飛往奈洛比接受2019新型冠狀毒病的治療。
恩庫倫齊扎死於2020年總統大選之後，新當選的總統埃瓦里斯特·恩达伊希米耶將於8月20日就任。根據該國憲法，由國會議長帕斯卡尔·尼亚本达代行總統職務。後來恩达伊希米耶於6月18日提早就任。